# مویدت
مویدت (به آلمانی: Meudt) یک شهر در آلمان است که در وستروالدکرایس واقع شده‌است. مویدت ۱٬۸۸۲ نفر جمعیت دارد.